# Міжштатна автомагістраль 14
Міжштатна автомагістраль 14 (I-14), також відома як, I-14 Поправка до магістралі, Стратегічне шосе узбережжя Мексиканської затоки та Центрально-Техаський коридор — це міжштатне шосе, яке повністю розташоване в Центральному Техасі та слідує за маршрутом США 190 (США 190). Частина маршруту, яка була побудована та підписана на сьогоднішній день, Центрально-Техаський коридор уздовж US 190 на захід від Міждержавної автомагістралі 35, була офіційно позначена як I-14 відповідно до Закону про виправлення американського наземного транспорту (FAST), підписаного президентом Бараком Обамою Грудень 14, 2015.
Пропозиція щодо «I-14 Поправка до магістралі» бере свій початок із законопроєкту про транспорт 2005 року, Закону про безпечний, підзвітний, гнучкий, ефективний транспортний капітал: спадщина для користувачів (SAFETEA-LU). Спочатку планувалося, що маршрут матиме західну кінцеву станцію в Натчезі, штат Міссісіпі (пізніше від I-49 поблизу Олександрії, штат Луїзіана ), який простягатиметься на схід через штат Луїзіана, штат Міссісіпі та Алабама, а потім закінчуватиметься в Августі, штат Джорджія, або Північній Огасті, штат Південна Кароліна. Згодом прихильники стратегічної магістралі Мексиканської затоки запропонували продовжити I-14 до I-10 біля Форт-Стоктона та перехрестя США 277 і I-10 біля Сонори, Техас. Вивчення та планування I-14 тривають завдяки підтримці та інтересу як з боку Конгресу, так і пов’язаних з ним департаментів автомобільних доріг штату. Коридор I-14, якщо його остаточно побудують, забезпечить національний стратегічний зв’язок із численними великими військовими базами та головними портами на узбережжі Мексиканської затоки й Атлантики, які використовуються для розгортання за кордоном у шести штатах від Техасу до Південної Кароліни.

## Історія
Шосе було запропоновано в 2005 році як «шосе 14-ї поправки» без офіційного позначення магістралі між штатами, із західною кінцевою станцією в Натчезі, штат Міссісіпі, простягаючись на схід через штати Міссісіпі та Алабама, перед тим, як закінчуватися в Аугусті, Джорджія. На честь 14-го назвали шосе Поправка, оскільки маршрут проходитиме південним регіоном «чорного поясу», який становив серце рабовласницької плантаційної економіки 19 століття.
Представник США Чарлі Норвуд з Джорджії припустив, що магістраль можна продовжити до Остіна, штат Техас, на заході, і Гранд-Стренда, штат Південна Кароліна, на сході. Закон про безпечний, підзвітний, гнучкий, ефективний транспортний капітал: спадок для користувачів (SAFETEA-LU) був підписаний президентом Джорджем Бушем у серпні. 10, 2005. Адвокація закону в Конгресі зросла після суперечок щодо логістики після урагану Катріна. Акт увійшов 14-го Поправка Шосе та 3-я Шосе стрілецької дивізії (І-3). Законодавство не передбачало фінансування жодної магістралі. Федеральна адміністрація автомобільних доріг (FHWA) не має фінансування, визначеного після фази II дослідження для підтримки довгострокового планування, екологічної експертизи або будівництва, які повинні бути розпочаті на державному чи регіональному рівні за будь-якими подальшими вказівками Конгресу. Пізніше західну кінцеву станцію було змінено на I-49 біля Александрії, Луїзіана.